# Dentomuricea meteor
Dentomuricea meteor är en korallart som beskrevs av Manfred Grasshoff 1977. Dentomuricea meteor ingår i släktet Dentomuricea och familjen Plexauridae. Inga underarter finns listade i Catalogue of Life.